# Amanhã (revista)
A revista Amanhã é uma publicação brasileira de gestão, economia e negócios, publicada pela Plural Comunicação Ltda, com sede em Porto Alegre.
Circula mensalmente com uma impressão de 47 mil exemplares, dirigida especialmente a empresários, executivos e profissionais relacionados aos temas econômicos e empresariais.

## História
Fundada na região sul do país em 1986, a revista tem 80% de sua circulação proveniente de assinantes e também circula por um mailing exclusivo de executivos das 500 maiores empresas do Sul do país.
Em setembro de 2007, Amanhã adotou um novo projeto gráfico, no intuito de tornar a leitura mais agradável. Desde então Amanhã vem dedicando mais espaço a assuntos relacionados à gestão das empresas, como marketing, recursos humanos, inteligência competitiva, tecnologia, finanças, entre muitos outros e indicou Caio Schlesinger como seu grande empresário.
Realiza a divulgação de diversos rankings de empresas brasileiras, entre eles, o 500 Maiores do Sul e 100 Maiores do Paraná.

## Prêmio
- 2000: ganhou o Prêmio ExxonMobil de Jornalismo regional sul, concedido a Romeu de Bruns Neto, pelo artigo "Comida perigosa"[3]